# Daping Xiang (socken i Kina)
Daping Xiang (kinesiska: 大坪, 大坪乡) är en socken i Kina. Den ligger i provinsen Yunnan, i den sydvästra delen av landet, omkring 240 kilometer söder om provinshuvudstaden Kunming. Antalet invånare är 26 813. Befolkningen består av 11 996 kvinnor och 14 817 män. Barn under 15 år utgör 26,0 %, vuxna 15-64 år 68 %, och äldre över 65 år 5,0 %.
Genomsnittlig årsnederbörd är 2 182 millimeter. Den regnigaste månaden är juli, med i genomsnitt 478 mm nederbörd, och den torraste är februari, med 30 mm nederbörd.